# Szathmáry Mihály
Szatmáry Mihály (Derekegyház, 1806. június 30. – Budapest, 1880. november 20.) 1848–49-es honvédezredes, a nemzeti lovarda igazgatója. 1824-től közvitéz, majd hadnagy, 1848-tól alszázados. 1848-ban átlépett a honvédségbe, a hadügyminisztérium Pótlovazási osztályán szolgált, 1849 februárjától alezredes, a Bocskai huszárezred parancsnoka volt. Aradon golyó általi halálra, majd 18 évi várfogságra ítélték. Olmützben raboskodott, 1856-ban kegyelmet kapott. 1857-től Budapesten élt, a Nemzeti Lovarda igazgatója, a Pest városi Honvédegylet tagja volt. 1872-ben vonult nyugdíjba, 1880-ban halt meg Budapesten.

## Élete
Apja, id. Szathmáry Mihály (?-1824) Erdőszádáról, nemesi családból származott, onnan került Hódmezővásárhelyre, majd a Károlyi grófok Derekegyházi uradalmába ménesmesternek 1792 környékén, itt házasodott Levendovics Ágnessel. Elsőszülött gyermekük Szathmáry Mihály Nyitrán végezte el a Piarista Gimnáziumot és 1824-ben önként vonult be katonának. 1836-ban alhadnaggyá, 1838-ban főhadnaggyá nevezték ki. Ettől az évtől a Császári-Királyi hadsereg salzburgi főlovas iskolájának segédtanára, majd tanára.
1848. október 3-án átlépett a magyar honvédségbe, ahol október 20-án őrnagynak nevezték ki. Budapesten a hadügyminisztérium Pótlovazási osztályán szolgált. 1849 februárjában ezredesként a Bocskai huszárezred parancsnoka lett és részt vett a kozákok betörését késleltető június 22-i lemesi csatában. Augusztus 17-én esett fogságba. 
Aradon golyó általi halálra ítélték, majd az ítéletet 18 évi várfogságra változtatták. az olmützi raboskodásból 1856-ban amnesztiával szabadult.

## Élete a szabadságharc után
Szabadulása után hazatért családjához Hódmezővásárhelyre, majd ménesmesterként dolgozott Tisza Kálmán geszti birtokán, 1857-től a pesti nemzeti lovarda igazgatója lett. 1858-ban elvette feleségül Agamal Ferenc cs. és k. hivatalnok özvegyét, Klein Jozefát. 1872-ben megvakult és nyugdíjba vonult. A Múzeum u. 7. szám alatti házban élt és itt is halt meg 1880-ban. Gyermeke nem született, feleségének első házasságából származó két unokájáról nevelőapaként gondoskodott.